# 自己破壊装置
自己破壊装置（じこはかいそうち）は、自らを破壊する目的で取り付けられている装置である。爆薬を使用して物理的な破壊を行うものは、自爆装置（じばくそうち）と通称される。近年は地雷に自己破壊装置を内蔵することが条約で義務化されている。フィクションの作品に多く見られる。

## 使用目的
機密保持
兵器などで、敵に鹵獲される前に軍事機密などを隠滅する。
- 組み込み装置としては存在せず、別に用意された爆薬などを用いて破壊する事例が多く見られる。
- 機密性が高い兵器で、鹵獲後の分解調査の危険を避けるため内部に少量の爆薬を組み込み、強引な分解を試行すると機密部分が破壊される。

不正取得品の再利用を防ぐ
奪取された機器が、正規の使用者以外に使用されることを防止する。
- パスワードの誤入力を反復する、付属品が欠落した状態で起動する、などの条件が満たされると使用を不能にする、など。

装置処分の簡易化および安全化
通常は危険を伴い、または時間のかかる処理を簡単にする。
- 地雷や機雷などに、一定期間を経過すると自動で起爆または不発状態となり、無力化させる装置を付加する、など。

脱出装置
機体構造を破壊することで搭乗員の脱出口を確保する。
- 航空機では、固定された機体外板を吹き飛ばす分離ボルトや、キャノピーを砕くプリマコードが使用されている。

証拠隠滅
犯罪などの証拠を隠滅する。
- パチスロ用体感器に自爆装置を内蔵し、使用の痕跡と証拠を無効化する、など。

安全確保
機器の異常や暴走による被害を阻止する。
- ロケット・ミサイルなどの高速飛翔物体がコースを逸脱した際に他所へ危害が及ばないよう、自爆装置などで飛行を強制終了させ、機体を破壊・分解して被害を軽減する。
- 電力機器の不具合や電気回路の短絡の際、ヒューズが溶断する事で焼損や火災を防ぐ。一定時間の過電流（発熱）で必ず溶断するヒューズに対し、再使用が可能な遮断器や一部の復帰型温度ヒューズは自己破壊装置にはあたらない。

## 破壊方法
爆薬を用いて物理的に破壊する
本方式を用いた装置は、自爆装置と俗称される。
化学変化で劣化させる
48DVDなど、空気で酸化して使用不能にする。
薬品を混入して使用不能にする、毒物などを混入する、など。
ソフトウエアを消去して使用を不可能にする
ソフトウエアが無ければ機能しない、コンピュータ内蔵機器などで多用される。
自沈装置
船舶の項目に、キングストン弁の抜去で海水を流入させて沈没させる、の記述も見られるが、自沈のための専用設備ではない。消火や冷却のために設置されている注水弁を開放したり破壊することで、自沈の手段として転用する。